# Alfons Kasper

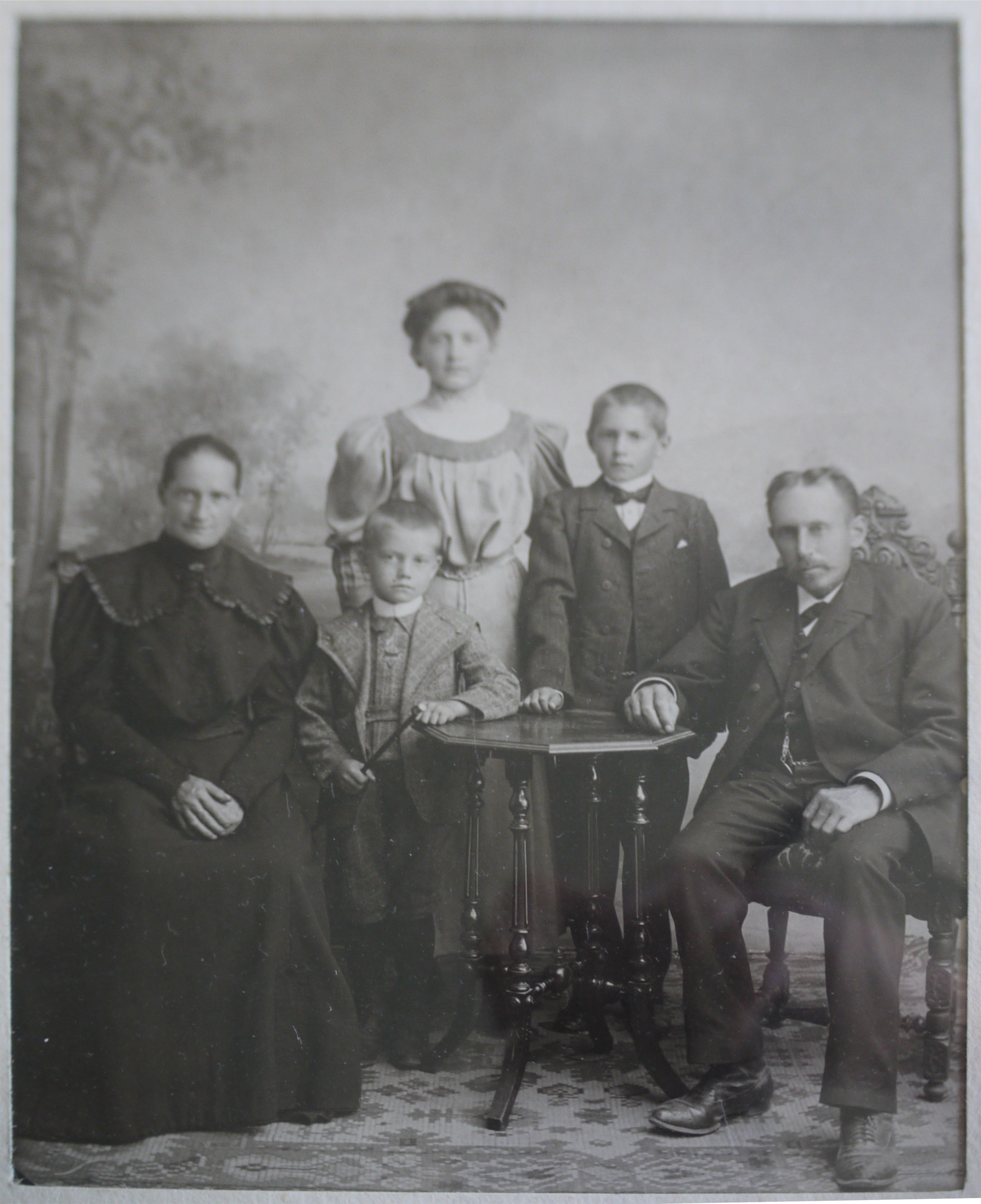
Familie Kasper

Alfons Kasper (* 21. Dezember 1895 in Schussenried; † 2. März 1986 in Bad Schussenried) war ein deutscher Kunsthistoriker, Autor und Verleger.

## Leben
Kasper war das zweite Kind des Bildhauers Josef Kasper und seiner Frau Karoline, geborene Schoch. Nach der Schulzeit mit einem Abschluss in der 6. Klasse der Oberrealschule in Ravensburg durchlief er eine Ausbildung im mittleren gehobenen Finanzdienst und arbeitete dann im Kameralamt Waldsee. Er wurde im Mai 1915 zum Artillerie-Regiment Ulm eingezogen und im April 1919 entlassen.
Das Abitur legte er bei einem Kriegslehrgang 1919 ab. Es folgte ein Studium der Germanistik, Geschichte, Französisch und Kunstgeschichte an den Universitäten Tübingen, Freiburg, Würzburg und München. Seine Dissertation schrieb er über Otto Ludwigs Dramenfragment Die Kaufmannstochter von Messina.
Nach einem Volontariat beim R. Oldenburg Verlag war er zwei Jahre Presseredakteur beim Verlag Kösel und Pustet in München. Er absolvierte eine Ausbildung an der Buchhandelszentrale, arbeitete bei der Redaktion des Großen Brockhaus, war dann bis zu seiner Einberufung zum Militär 1940 Lektor und Schriftleiter im Herderverlag. Im August 1945 wurde er krank entlassen und konnte vorerst seinen Beruf nicht mehr ausüben.
Er half beim Aufbau eines Verlages für schwäbisch-alemannisches Schrifttum mit und verfasste ein Schwäbisch-alemannisches Hausbuch. Kasper überarbeitete eine Biografie des Pastors Albert Maria Weiß über Benjamin Herder und verfasste diverse kunsthistorische Beiträge über den oberschwäbischen Barock. Von 1948 bis 1955 studierte er Bau- und Kunstgeschichte. Danach unterrichtete er am Wieland-Gymnasium Biberach und an der Berlitz Schule Stuttgart.
1962 gründete Alfons Kasper den Verlag Dr. Alfons Kasper.
Im Verlag Dr. Alfons Kasper sind u. a. 8 Bände der Kunstwanderungen (im Herzen Oberschwabens Band 1 und 2, kreuz und quer der Donau Band 3 und 4, im Nordallgäu Band 5, kreuz und quer der Iller Band 6, vom Ober- zum Ostallgäu Band 7 und im Ostallgäu Band 8) erschienen.
Kasper war ab 1954 bis zu seinem Tod mit Gertrud Kasper geborene Krezdorn verheiratet. Das Paar hatte zwei Töchter.

## Schriften (Auswahl)
- Die Kaufmannstochter von Messina, ein Dramenfragment von Otto Ludwig. 1925 (Dissertation, Ludwig-Maximilians-Universität München, Philosophische Fakultät, edit.elte.hu).
- Der Schussenrieder Bibliothekssaal und seine Schätze. Libertas-Verlag, Erolzheim 1954. (Die Bau- und Kunstgeschichte des Prämonstratenser-Stifts).
- Georg Antoni Machein. Studien zu Leben und Werk. In: Zeitschrift für württembergische Landesgeschichte 12, 1953, S. 221–249.
- Das Weingartener Chorgestühl. In: Zeitschrift für württembergische Landesgeschichte. 1955, S. 320–322.
- mit Wolf Strache: Steinhausen, der Juwel unter den Dorfkirchen. Strache, Stuttgart 1957.
- Das Prämonstratenser-Stift Schussenried. Das alte und neue Kloster, der Klosterort Schussenried mit Filialkapellen. In: Die Bau- und Kunstgeschichte des Reichsstifts Schussenried. Kasper, Schussenried 1960.[5]
- Schussenrieder Häuser als Fluchtasyle und Pfleghöfe in fremder Herrschaft. In: Schriften des Vereins für Geschichte des Bodensees u. seiner Umgebung. 1965, S. 47–106 (digishelf.de).
- Alt- und Neu-Otterswang. In:  Zeitschrift für württembergische Landesgeschichte 27, 1968, S. 135–141.
- Jugend zwischen den Zeiten. Rombach, Freiburg i. Br., 1970.
- Himmel über der Schussen. Rombach, Freiburg i. Br., 1970.J
- Alfons Kasper: Jakob Emele - ein oberschwäbischer Baumeister des Spätbarock. In: Heilige Kunst 1959 - 1960.